# Таларії

Таларії (ілюстрація з Імперського словника англійської мови, 1882 рік)

Тал́арії (лат. talaria) — чоботи або сандалі з прикріпленими до них крильцями; вважалися атрибутами Меркурія (Гермеса) та Персея і давали їм змогу підійматись у повітря.